# Перебор (Ленинградская область)
Перебор — деревня в Выскатском сельском поселении Сланцевского района Ленинградской области.

## История
Деревня Перебор упоминается на карте Санкт-Петербургской губернии Ф. Ф. Шуберта 1834 года.

ПЕРЕБОР — деревня принадлежит ведомству Павловского городового правления, число жителей по ревизии: 19 м. п., 22 ж. п. (1838 год)

ПЕРЕБОР — деревня Павловского городового правления, по просёлочной дороге, число дворов — 5, число душ — 16 м. п. (1856 год)

ПЕРЕБОР — деревня Павловского городового правления при речке Кушолке, число дворов — 4, число жителей: 16 м. п., 19 ж. п.. (1862 год) 

В XIX — начале XX века деревня административно относилась к Выскатской волости 1-го земского участка 1-го стана Гдовского уезда Санкт-Петербургской губернии.
Согласно Памятной книжке Санкт-Петербургской губернии 1905 года деревня входила в Попковское сельское общество.

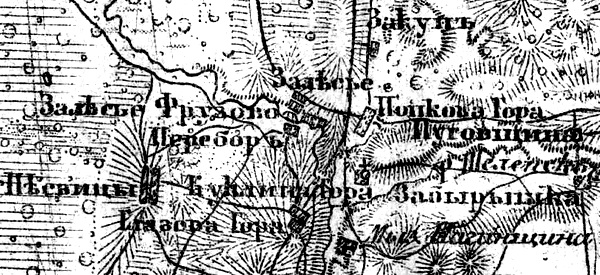
Деревня Перебор на карте 1919 года

По данным 1933 года деревня Перебор входила в состав Польского сельсовета Рудненского района.
По состоянию на 1 августа 1965 года деревня Перебор входила в состав Выскатского сельсовета Кингисеппского района.
По данным 1973 года деревня Перебор входила в состав Попковогорского сельсовета Сланцевского района.
По данным 1990 года деревня Перебор входила в состав Выскатского сельсовета.
В 1997 году в деревне Перебор Выскатской волости проживали 16 человек, в 2002 году — 14 человек (все русские).
В 2007 году в деревне Перебор Выскатского СП проживали 19, в 2010 году — 17, в 2011 году — 18, в 2012 году — 17, в 2013 году — 8, в 2014 году — 11 человек.

## География
Деревня расположена в центральной части района на автодороге 41К-817 (Выскатка — Песвицы — Перебор).
Расстояние до административного центра поселения — 5 км.
Расстояние до ближайшей железнодорожной платформы Сланцы — 12 км.
Деревня находится на левом берегу реки Кушелка.

## Демография
| 1862 | 2007 | 2010 | 2017 |
| ---- | ---- | ---- | ---- |
| 35   | ↘19  | ↘17  | ↘16  |

## Инфраструктура
На 2014 год в деревне было зарегистрировано шесть домохозяйств.